# Карпатоска жаба
Карпатоските жаби (Pelophylax cerigensis) са вид земноводни от семейство Водни жаби (Ranidae).
Срещат се само на гръцките острови Карпатос и Родос, в близост до сладководни водоеми, и са застрашен вид заради ограничения си ареал. Видът е описан за пръв път през 1994 година и първоначално се смята, че обитава само течението на две малки реки на Карпатос, но впоследствие са открити и популации на Родос. Хранят се главно с дребни членестоноги – твърдокрили, паякообразни, равноноги и ципокрили.